# 肩水金关遗址
40°35′18.7″N 99°55′46.6″E / 40.588528°N 99.929611°E
肩水金关遗址，位于中国甘肃省酒泉市金塔縣航天鎮大灣村，为一个省级文物保护单位，类型为古遗址。為漢代張掖郡肩水都尉肩水候官轄地。
肩水金关遗址的历史年代为汉代。出土有汉代竹简。